# Снежана Марковић
Снежана Видовић (дев. Марковић; Зеница, 29. новембар 1980) босанскохерцеговачка је глумица.

## Биографија
Рођена је 29. новембра 1980. године у Зеници. Основну и средњу школу завршила је у родном граду а Факултет хуманистичких наука у Мостару. Године 1998, након завршеног Драмског студија Босанског народног позоришта Зеница примљена је у стални ангажман, као чланица глумачког ансамбла БНП-а Зеница. Остварила је десетине глумачких креација.

## Изабрана филмографија
- Црна хроника (2004)
- Виза за будућност (2005—2008)
- Лов у Босни (2005—2008)
- Жене с броја 13 (2009)
- Криза (2013)
- Луд, збуњен, нормалан (2008—2015)
- Смрт у Сарајеву (2016)